# Шестов, Алексей Александрович
Алексей Александрович Шестов (1896—1937) — фигурант Второго Московского процесса, управляющий Салаирским рудником. Расстрелян по приговору суда, посмертно реабилитирован.

## Биография
Алексей Шестов родился в 1896 году в селе Товарково Тульской губернии. По национальности русский. Получил среднее образование. В 1918 году вступил в партию большевиков. Одно время находился на различных должностях в профессиональных союзах. С 1925 года Шестов находился на руководящих должностях на различных предприятиях горнодобывающей промышленности. Одно время был заместителем управляющего новосибирского завода «Сибирьуголь», затем — управляющим Анжеро-Судженским рудником. До своего ареста в 1936 году работал управляющим Салаирским цинковым рудником в Кемеровской области.
На момент ареста проживал по адресу: Кемеровская область, посёлок Салаир, II рудник, улица Ленинская, дом 11.
Шестов был арестован 27 июля 1936 года. Являлся одним из фигурантов Второго Московского процесса. Обвинялся в организации антисоветского центра и участии во вредительстве, диверсиях, терроризме и шпионаже против Советского государства. 30 января 1937 года Шестов был приговорён Военной коллегией Верховного Суда СССР к высшей мере наказания — смертной казни через расстрел. 1 февраля 1937 года приговор был приведён в исполнение. Тело Шестова, как и остальных расстрелянных по приговору суда в тот день, было кремировано в Донском крематории, а прах был захоронен на Донском кладбище.
13 июня 1988 года Шестов был посмертно реабилитирован решением Пленума Верховного Суда СССР.